# Alepidea concinna
Alepidea concinna là một loài thực vật có hoa trong họ Hoa tán. Loài này được Dummer mô tả khoa học đầu tiên năm 1913.